# Andrej Snoska

Wappen von Andrej Znoska

Andrej Snoska (belarussisch Андрэй Зноска; * 20. Juni 1980 in Bjarosauka, Belarussische SSR) ist ein belarussischer römisch-katholischer Geistlicher und ernannter Weihbischof in Pinsk.

## Leben
Andrej Snoska empfing am 28. Mai 2005 das Sakrament der Priesterweihe für das Bistum Hrodna.
Nach der Priesterweihe war Snoska zunächst als Pfarrvikar an der Franz-Xaver-Kathedrale in Hrodna tätig. Von 2007 bis 2012 studierte er an der Belarussischen Staatlichen Universität in Minsk und erlangte einen Abschluss im Fach Rechtswissenschaft. Ab 2012 wirkte Snoska als Pfarrer der Pfarrei Göttliche Barmherzigkeit in Lida und ab 2014 auch als Richter am Kirchengericht des Bistums Hrodna. Daneben setzte er 2015 seine Studien an der Kardinal-Stefan-Wyszyński-Universität Warschau fort, die er 2018 mit einem Lizenziat im Fach Kanonisches Recht abschloss. Neben seiner Tätigkeit in der Pfarrseelsorge lehrte Snoska ab 2018 Kanonisches Recht am Priesterseminar in Hrodna und beriet die Konferenz der Katholischen Bischöfe in Belarus in Rechtsfragen. 2022 wurde er zusätzlich Domherr an der Franz-Xaver-Kathedrale in Hrodna. Außerdem wirkte Snoska bei der Übersetzung des Codex Iuris Canonici in die belarussische Sprache mit.
Am 19. Juli 2024 ernannte ihn Papst Franziskus zum Titularbischof von Scardona und zum Weihbischof in Pinsk.